# Solenostoma nilgiriensis
Solenostoma nilgiriensis là một loài rêu tản trong họ Jungermanniaceae. Loài này được (A. Alam, Ad. Kumar & S.C. Srivast.) Váňa & D.G. Long mô tả khoa học lần đầu tiên năm 2009.